# Juan de Alloza
Juan de Alloza, foi um jesuíta que nasceu em maio de 1597, em Lima (Vice-Reino do Peru), e faleceu em 06 de novembro de 1666, em Lima.

## Biografia
Seu pai era natural de Zaragoza (Espanha) e sua mãe de Lima. Era o mais novo dos oito filhos do casal.
Ainda quando muito jovem, demonstrou grande capacidade para o aprendizado do latim, da retórica e da poesia.
No dia 15 abril de 1618, deixou o curso de direito na Universidade San Marcos, para ingressar na Companhia de Jesus em Lima, na época em que o Provincial era Diego Álvarez de Paz.
Foi professor de filosofia no Colégio San Martín, em Lima.
Estudou teologia no Colégio San Pablo, em Lima, onde foi aluno de Juan Pérez Menacho. 
Em 1526, foi ordenado em Trujillo (La Libertad - Peru).
Após a ordenação, foi professor de latim e retórica, e aprendeu quéchua, o que permitiu atuar na evangelização dos povos nativos. 
Entre 1627 e 1631, atuou em Ayacucho (Peru).
Entre 1632 e 1634, esteve em Huancavelica, Huánuco e Ica.
Entre 1635 e 1639, esteve, novamente em Ayacucho, onde, no dia 27 de setembro de 1636, fez a terceira provação.
Entre 1640 e 1666, esteve em Lima, onde atuou principalmente no Colégio San Pablo e no noviciado San Antonio Abad.
Escreveu várias obras de moral e espiritualidade em latim e espanhol, dentre as quais se destaca: "Flores summarum seu alphabetum morale".

## Obras
- "Afición y amor de S. Joseph, sus grandes excelencias y virtudes" (1652).

- "Cielo estrelado de mil y veinte y dos exemplos de Maria" (1654).

- "Flores summarum seu alphabetum morale, omnium ferè casuum, qui confessariis contingere possunt" (1665).

- "Convivium divini amoris" (1665);

- "Breve oficio del nombre de María" (1666)[1].

## Flores summarum
A obra "Flores summarum seu alphabetum morale, omnium ferè casuum, qui confessariis contingere possunt" situa-se dentro do gênero conhecido como "sumas de casos de consciência", ou seja, continha respostas produzidas pela teologia moral às inquietações dos indivíduos dos séculos XVI e XVII.
Na época, a teologia moral tinha uma grande influência nas sentenças prolatadas pelos juízes, sendo que permitia uma grande relativização da aplicabilidade das leis, pois sustentava que a maior parte das questões tratadas em juízo estavam inseridas na esfera do contingente e, portanto, não se poderia esperar uma certeza maior do que a propiciada pela certeza prática ou provável, o que significava que o juiz deveria seguir a sua consciência na hora de sentenciar.